# Forces armées révolutionnaires - Armée populaire tupacamariste
 (octobre 2021).
La mise en forme du texte ne suit pas les recommandations de Wikipédia : il faut le « wikifier ».
Les points d'amélioration suivants sont les cas les plus fréquents. Le détail des points à revoir est peut-être précisé sur la page de discussion.
- Les titres sont pré-formatés par le logiciel. Ils ne sont ni en capitales, ni en gras.
- Le texte ne doit pas être écrit en capitales (les noms de famille non plus), ni en gras, ni en italique, ni en « petit »…
- Le gras n'est utilisé que pour surligner le titre de l'article dans l'introduction, une seule fois.
- L'italique est rarement utilisé : mots en langue étrangère, titres d'œuvres, noms de bateaux, etc.
- Les citations ne sont pas en italique mais en corps de texte normal. Elles sont entourées par des guillemets français : « et ».
- Les listes à puces sont à éviter, des paragraphes rédigés étant largement préférés. Les tableaux sont à réserver à la présentation de données structurées (résultats, etc.).
- Les appels de note de bas de page (petits chiffres en exposant, introduits par l'outil «  Source ») sont à placer entre la fin de phrase et le point final[comme ça].
- Les liens internes (vers d'autres articles de Wikipédia) sont à choisir avec parcimonie. Créez des liens vers des articles approfondissant le sujet. Les termes génériques sans rapport avec le sujet sont à éviter, ainsi que les répétitions de liens vers un même terme.
- Les liens externes sont à placer uniquement dans une section « Liens externes », à la fin de l'article. Ces liens sont à choisir avec parcimonie suivant les règles définies. Si un lien sert de source à l'article, son insertion dans le texte est à faire par les notes de bas de page.
- La présentation des références doit suivre les conventions bibliographiques. Il est recommandé d'utiliser les modèles {{Ouvrage}}, {{Chapitre}}, {{Article}}, {{Lien web}} et/ou {{Bibliographie}}. Le mode d'édition visuel peut mettre en forme automatiquement les références.
- Insérer une infobox (cadre d'informations à droite) n'est pas obligatoire pour parachever la mise en page.

Pour une aide détaillée, merci de consulter Aide:Wikification.
Si vous pensez que ces points ont été résolus, vous pouvez retirer ce bandeau et améliorer la mise en forme d'un autre article.
Les Forces armées révolutionnaires - Armée populaire Tupacamariste (espagnol : Fuerzas armadas revolucionarias - Ejercito popular Tupacamarista), appelé FAR-EPT, sont une organisation politico-militaire révolutionnaire active au Pérou et au Venezuela.
L'organisation a été créée en 2010 par d'anciens militants du Mouvement révolutionnaire Tupac Amaru, annoncé par le commandant Camilo Reyes via un communiqué vidéo où trois hommes encagoulés appellent à la lutte armée, face à « la politique répressive » de l'État et sa "liquidation des ressources naturelles".

## Organisation

### Forces armées révolutionnaires (FAR)
La construction des FAR est un processus qui se développe en lien avec les différents objectifs, formes d'organisation, formes de lutte, que le peuple et l'avant-garde ont lieu aux différents moments de la lutte de classe; tout cela, en fonction du caractère de la guerre, du type de terrain et du théâtre d'opérations.
Tupacamarista, des commandos urbains et ruraux, des milices Tupacamarista dans les campagnes et la ville, et des groupes d'autodéfense urbains et ruraux. Cette force se développe comme l'embryon des FAR qui évoluent au cours d'une guérilla irrégulière, d'une guerre de mouvement et de positions et d'autres tâches imposées par le développement de la stratégie de guerre révolutionnaire.
La Force militaire du MRTA est la structure politico-militaire guidée par les postulats du marxisme-léninisme. Son objectif est la confrontation directe et la défaite des forces armées réactionnaires, défenseurs de l'actuel État bourgeois oppressif et exploiteur, défenseur des intérêts de l'impérialisme.

### Armée populaire Tupacamariste (EPT)
L'Armée populaire Tupacamariste (EPT) est une structure politico-militaire professionnalisée, capable d'affrontements directs avec les forces armées réactionnaires, qui sont l'épine dorsale de l'Etat bourgeois, en quête de sa destruction totale.
L'EPT est l'embryon autour duquel se construit les forces armées révolutionnaires, un instrument qui permet de forger la puissance militaire de la révolution et de vaincre les forces armées bourgeoises

## Histoire
L'organisation a été créée en 2010 par d'anciens militants du Mouvement révolutionnaire Tupac Amaru, annoncé par le commandant Camilo Reyes via un communiqué vidéo où Trois hommes encagoulés appellent à la lutte armée, face à "la politique répressive" de l'Etat et sa "liquidation des ressources naturelles".
D'après un Communiqué du commandement central publié en septembre 2021 à la suite du décès du leader historique Abimael Guzman, les FAR-EPT a annoncé des  pourparlers à venir avec le Parti communiste militarisé du Pérou (MPCP), afin d'établir une alliance politico-militaire. Ils déclarent vouloir appliquer : « une nouvelle stratégie politico-militaire fondée sur l'analyse des anciennes révolutions péruviennes ».

## Présence au Venezuela
D'après l'ONG antiterroriste péruvienne "Waynakuna Peru" les FAR-EPT aurait des camps d'entraînement pour ses membres dans la jungle vénézuélienne. L'organisation aurait également le soutien de groupes armés tels que les FARC 